# 구체적 사건성
구체적 사건성(mootness)은 법적인 효과가 없는 사건의 경우 재판의 대상에서 제외되 각하되는 미국법상 원칙이다.

## 미국
X는 수학능력시험 출제오류가 X가 최소 수능등급을 요구하는 국립대학에 진학할 실체적 적법 절차의 권리를 침해 주장한다. 하지만 X가 소송진행 중 대학교를 졸업한 경우, 구체적 사건성이 결여되었다고 볼 수 있다. 형사 유죄 판결의 선고가 난 경우라 할지라도 범죄 기록으로 인해 고용 등에서 불리한 처우를 받을 수 있으므로, 구체적 사건성이 여전이 있다고 볼 수 있다.

## 한국

### 판례
권리침해 상태가 종료되었더라도 위헌 여부의 해명이 헌법적으로 중요하거나 기본권 침해행위의 반복위험성이 있는 경우에는 예외적으로 심판청구의 이익이 있으나, 여기서 말하는 침해의 반복 위험성이란 단순히 추상적, 이론적 가능성이 아닌 구체적 실제적인 것이어야 하고 이 점은 청구인이 입증할 책임이 있다.